# 春間豪太郎
春間 豪太郎（はるま ごうたろう、1990年9月11日 - ）は、京都府出身の冒険家。ロバや馬、ラクダなど、主に動物と共に海外で冒険を行っている。筑波大学卒。

## 略歴・人物
大学2年生の時に行方不明の友人を探しにフィリピンへ行ったことで冒険に興味を持つようになり、自分の理想の死に場所が砂漠だと気付いたことで冒険家として目覚める。
自分の冒険を「リアルRPG」と呼んでおり、医療技術や気象予報士など冒険に必要な「スキル」を習得した上で冒険を行っている。
また、ロシア語やアラビア語などの現地で話されている外国語も事前に習得するため、マルチリンガルである。IQは136。
ロバや馬、ラクダなどの動物と共に外国で長距離の遠征を行っているが、「動物たちを冒険に巻き込んでしまっている」という点から、「動物たちが元いた環境よりも幸せな環境で暮らせるようにすべき」だと考え、道中はそれぞれの動物に合ったその後の環境を模索している。
2015年にラクダとエジプトで野宿旅しようとするも政情不安定と実力不足により実現しなかったため、その代わりにエジプトの砂漠にて現地のラクダ使いに働かせてもらえるよう頼み込み、ラクダ飼い見習いとして経験を積む。
そして翌年2016年には、カメルーンの森でピグミー族と共に自給自足生活を行う。冷蔵庫や濾過の技術など無い中で腐った鹿肉や泥水を飲んで暮らす。
その後モロッコへ行き、ロバに自作の荷車をひかせてモロッコ縦断の野宿旅を行おうとするが、道中弱った猫と出会い、保護を決意。さらに卵欲しさに鶏を、番犬を探す中で現地人から勧められ子犬を、村人から贈り物として黄色い鳩を仲間に加え、計1059kmの野宿旅を行う。道中はフリーランサーとして欧米企業から翻訳やプログラミングの案件を受注し、リモートワークで動物たちのエサ代を稼ぐ。
さらに翌年はキルギスで馬に乗り1086kmの冒険を行う。その後羊２匹を連れての野宿旅を開始するが、オオカミのエサにされかかっている犬と出会い、保護を決意。羊2匹と犬1匹を連れて505kmの徒歩野宿旅を行う。
2019年、インコやカニと共に中古のヨットに乗り日本一周5240kmの冒険を行う。なお、日本一周後、中古のヨットは令和元年東日本台風により沈没する。
2020年にはチュニジアでラクダに乗り、サハラ砂漠横断200kmを含む計1311kmの冒険を行う。チュニジアでラクダに乗って旅をする日本人が話題になり、テレビのニュースやラジオからの取材依頼が多数寄せられる。
2021年4月からは筑波大学理工学群工学システム学類に進学し、年老いてからも冒険が続けられるよう自分をサイボーグ化すべく、機械工学を学ぶ。。

2025年4月からは東京大学機械工学科に進学。東大では自作のコンパニオンロボットと一緒に研究。

## 冒険歴
- 2016年 モロッコにてロバ・猫・鶏・犬・鳩と共に1059kmの野宿旅をする[15]
- 2017年 キルギスにて馬に乗り1086km、羊2匹と犬と共に505kmの野宿旅をする[16]
- 2019年 インコと共にヨットに乗り、5240km航海して日本一周をする[12]
- 2020年 チュニジアにてラクダに乗り1311kmの野宿旅をする[12]

## 書籍
- 『-リアルRPG譚- 行商人に憧れて、ロバとモロッコを1000km旅した男の冒険』（ベストセラーズ,2018年）
- 『草原の国キルギスで勇者になった男』（新潮社,2020年）
- 『自由を求めて冒険へ！ 動物たちとの４千キロ冒険記』（日本標準,2022年）

## 出演
- ラジオ『くにまるジャパン 極』（ 文化放送、2018年4月9日）
- ラジオ『START LINE』（ J-WAVE、2021年1月29日）
- 特別番組『近未来創世記 日本を救うヤバイ偉人』（ 日本テレビ、2021年3月1日）